# Garbh Eileach
Garbh Eileach és una illa deshabitada de les Hèbrides Interiors, situada al nord-oest d'Escòcia. És l'illa més gran del grup de les Garvellachs (142 ha) i està ubicada al Firth of Lorne, entre l'illa de Mull i Argyll.
El seu nom és d'origen gaèlic. La versió anglitzada del nom ha donat l'apel·latiu al grup sencer de les illes Garvellachs. Existeix una petita fortalesa en runes en una badia situada a la costa oriental.